# NEET

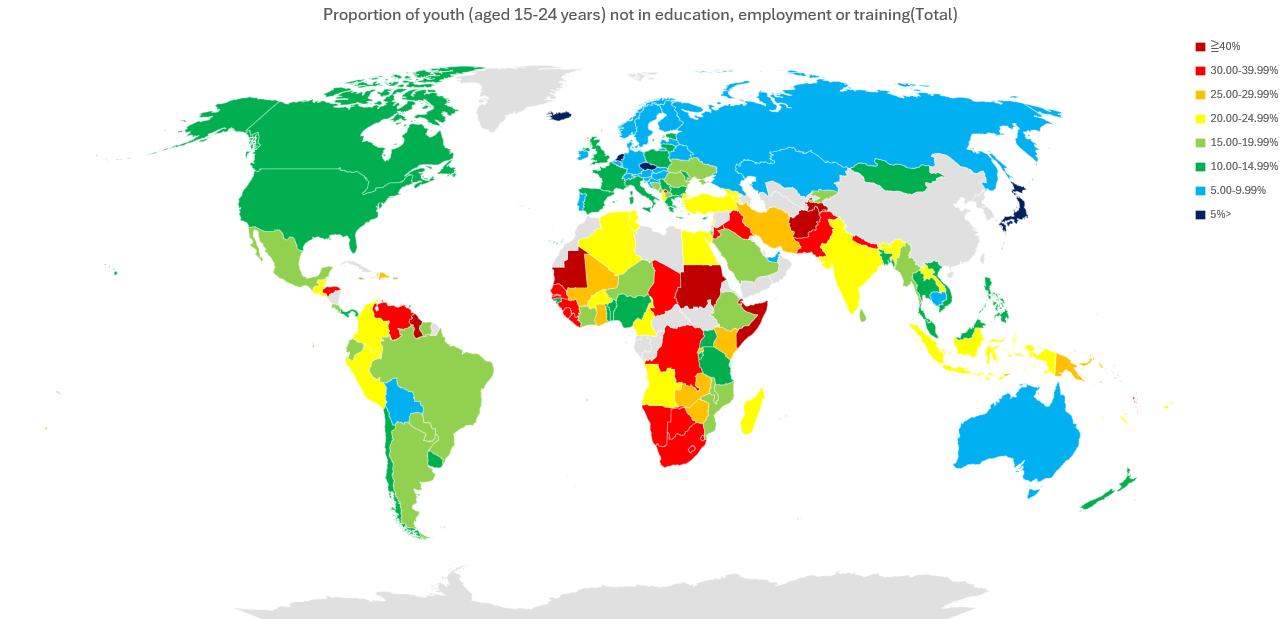
Anteil von NEETs unter 15- bis 24-Jährigen (IAO-Daten von 2023)

NEET (engl., [niːt]) ist ein Akronym des Begriffs Not in Education, Employment or Training ‚nicht in Ausbildung, Arbeit oder Schulung‘, und bezeichnet die Gruppe Jugendlicher und junger Erwachsener, die keine Schule besuchen, keiner Arbeit nachgehen und sich nicht in beruflicher Ausbildung befinden. Der Begriff NEET erweitert die Gruppe der jugendlichen (im Sinne der Definition der ILO) Arbeitslosen um die Gruppe der „ökonomisch inaktiven Jugendlichen“.
In Deutschland beschrieb der Bundesrat 2016 die Gesamtgruppe der NEETs folgendermaßen: „Die NEETs stellen […] eine heterogene Gruppe dar und können in zwei große Kategorien unterteilt werden: arbeitslose [d.h. als arbeitslos registrierte] NEETs bemühen sich aktiv um einen Arbeitsplatz, während inaktive NEETs nicht nach Arbeit suchen. Ihre Inaktivität kann durch zahlreiche Faktoren bedingt sein, darunter familiäre Verpflichtungen und gesundheitliche Probleme, aber auch Entmutigung und fehlende Motivation, sich arbeitslos zu melden.“

## Begriffsgeschichte
Das Konzept der NEETs wurde in Großbritannien entwickelt. Der Begriff wurde zunächst seit den 1990er Jahren anstelle von „Status ZerO“ verwendet, der das Fehlen eines jeglichen Status bezeichnete. Das Konzept Status ZerO wurde auf 16- und 17-Jährige angewendet, die keinen Anspruch auf Arbeitslosenunterstützung hatten, weil sie noch minderjährig waren, denen aber keine Jugendbeschäftigungsprogramme offenstanden.
Als New Labour 1997 an die Macht kamen, legten sie den Fokus ihrer Arbeitsmarkt- und Sozialpolitik auf ihren Plan „Von der Sozialhilfe zur Arbeit“. Dies schloss die Gruppe der 16- bis 18-Jährigen ein, die in dieser Zeit von sozialer Ausgrenzung bedroht war. Die NEETs in dieser Gruppe wurden aufgefordert, proaktiv zu sein und die Verantwortung dafür zu übernehmen, aus dieser misslichen Lage zu kommen. Ihnen wurde eine Art Trotzhaltung unterstellt. Diese sollte durch die „Auforderung [sic!] an die Armen und Ausgegrenzten, ihren ‚Platz‘ am unteren Ende des Arbeitsmarktes einzunehmen“ (d. h. im Niedriglohnsektor), nachhaltig gebrochen werden. New Labour verfolgte (wie auch die Agenda 2010 in Deutschland) das Konzept Fördern und Fordern. Obwohl das Cambridge Advanced Learner’s Dictionary den Begriff NEET mit den Worten: „a name for people aged 16 to 24 who have finished their education and are unemployed“ erklärt, konzentrieren sich britische Statistiken über jugendliche NEETs nach wie vor auf die 16- bis 18-Jährigen. In der Europäischen Union wurde es im 21. Jahrhundert üblich, zunächst auch 19- bis 24-Jährige, später sogar 25- bis 29-Jährige in die Menge jugendlicher NEETs einzubeziehen.
Valentina Cuzzocrea unterstellt Vertretern von Behörden, sie neigten dazu, eher die Probleme mit Jugendlichen als die Probleme von Jugendlichen zu sehen. NEET sei ein „unausgewogenes Konzept [, das] in ungebührlicher und häufig irreführender Weise den Voluntarismus“, d. h. den Ansatz betone, dass es jungen Leuten mit Problemen vor allem am Willen fehle, diese eigenverantwortlich zu lösen.
Ab 1999 wurde der Begriff NEET Gegenstand wissenschaftlicher Forschung. Dadurch nahmen die negativen Konnotationen, die dem Begriff ursprünglich anhafteten, deutlich ab. Dies lag vor allem daran, dass sich die Einsicht durchsetzte, dass die Gesamtgruppe der NEET aus völlig verschiedenen Personen mit völlig verschiedenen Lebenslagen und Mentalitäten besteht, die nur durch das Merkmal verbunden sind, relativ jung zu sein. So haben z. B. die situativen Zwänge, denen eine alleinerziehende junge Mutter unterworfen ist, oder die mangelnde Beschäftigungsfähigkeit kognitiv beeinträchtigter junger Erwachsener wenig mit der Situation von resignierten drogenabhängig und straffällig gewordenen jungen Langzeitarbeitslosen zu tun.
Der Begriff NEET wird zunehmend weltweit in Bildungsstatistiken verwendet. Zusammen mit dem Begriff Jugendarbeitslosigkeit soll er die soziale Situation vor allem derjenigen jungen Menschen erfassen, die von dauerhafter sozialer Exklusion bedroht sind. Der Europäische Rat ersuchte am 17. Juni 2011 die Mitgliedstaaten der EU, zur Förderung der Jugendbeschäftigung rasch gegen die Unterbeschäftigung Jugendlicher zu intervenieren und „NEETs, einschließlich Schulabbrechern, Weiterbildungs-, Umschulungs- oder Aktivierungsangebote zu unterbreiten.“ Auf dem Höhepunkt der Jugendarbeitslosigkeit im Jahr 2013 wurde die Reduzierung der Zahl der NEETs zum zentralen Ziel der Europäischen Union erklärt, das durch das Instrument der Jugendgarantie erreicht werden sollte. Die zentrale Bedeutung der Erreichung dieses Ziels wurde im Rahmen der Europa 2020-Wachstumsstrategie der EU bekräftigt.
Im spanischen Sprachraum findet sich auch der Ausdruck Nini oder Ni-ni  (‚weder … noch‘, in Bezug auf Ni trabaja, ni estudia, ni recibe formación).

## Untergruppen von NEETs
Das österreichische Bundesministerium für Arbeit, Soziales und Konsumentenschutz unterschied 2012 in Anlehnung an eine Analyse von Eurofound fünf Untergruppen von NEETs:
- „Klassische Arbeitslose“: NEET-Jugendliche, die im klassischen Sinn arbeitslos sind.
- „Nicht-verfügbare“: NEET-Jugendliche, die aufgrund von Betreuungspflichten oder gesundheitlichen Beeinträchtigungen nicht verfügbar sind.
- „Abgekoppelte“: NEET-Jugendliche, die derzeit keine Arbeit oder Ausbildung suchen und auch nicht dazu verpflichtet sind. Dazu gehören bereits demotivierte Jugendliche und auch Personen mit problematischen Lebensstilen.
- „Möglichkeiten-Sucher“: junge Menschen, die aktiv Arbeit suchen, aber noch auf die optimale Möglichkeit warten.
- „Freiwillige NEETs“, die z. B. gerade reisen, in Kunst, Musik oder anderen nicht formalen Aktivitäten engagiert sind.[14]

Wenn über NEETs herablassend gesprochen wird, dann sind in der Regel die Angehörigen der dritten Untergruppe gemeint, gelegentlich aber auch die der vierten und fünften Untergruppe (je nach dem Grad des Verständnisses für anspruchsvolle und vom Mainstream abweichende Lebenskonzepte junger Menschen).

## Ursachen des NEET-Status junger Menschen
Der Begriff NEET umfasst in Europa alle Jugendlichen (bis 17 Jahre alt) und jungen Erwachsenen (in den meisten Anwendungen bis 24 Jahre alt), die keine Schule besuchen, keiner Arbeit nachgehen und sich nicht in beruflicher Ausbildung befinden. In dieser Definition sind, anders als in Japan, auch diejenigen einbezogen, die sich arbeitslos melden konnten und tatsächlich arbeitslos gemeldet haben, und nicht nur diejenigen, auf die die obige Definition zwar zutrifft, die aber aktuell nicht als arbeitslos amtlich registriert sind.
Einige NEETs können nicht als arbeitslos registriert werden, da sie nicht auf eine reguläre Arbeitsstelle (als unqualifizierte Arbeitskraft) vermittelt werden können. Das trifft nicht nur auf junge Erwerbsunfähige zu, sondern auch z. B. auf sehr junge Mütter, die keine zuverlässige und bedarfsgerechte Ersatzbetreuung ihres Kindes / ihrer Kinder während der vorgesehenen Arbeitszeit finden.
Zu klären ist im Folgenden, warum junge Menschen sich nicht als Arbeitslose registrieren lassen. Der Frage, warum es relativ viele arbeitslose junge Menschen gibt, geht der Artikel Jugendarbeitslosigkeit nach.

### Komplex „Mangelnde Beschäftigungsfähigkeit“
Zum Kern der „nicht beschäftigungsfähigen“ jungen Menschen gehören Personen, deren kognitive Fähigkeiten unterhalb des Niveaus liegen, das das erfolgreiche Bestehen eines Ausbildungsgangs, insbesondere einer theoretischen Prüfung, erwarten lässt. Personen, denen eine „volle Erwerbsunfähigkeit“ bescheinigt wurde, gelten im Allgemeinen als „nicht dem Arbeitsmarkt zur Verfügung stehend“. Für kognitiv bzw. psychisch Beeinträchtigte unter diesen Menschen wurden in Deutschland Werkstätten für behinderte Menschen eingerichtet.

### Komplex „Weigerung,jedeangebotene Arbeit anzunehmen“
Eine Gruppe von NEETs besteht aus jungen Leuten, die sich deshalb nicht arbeitslos melden, weil sie damit rechnen, bald von der Arbeitsbehörde mit dem Angebot von Arbeitsstellen konfrontiert zu werden, die sie für „nicht zumutbar“ halten. Eine Weigerung, jede legale, amtlich als „zumutbar“ definierte Arbeit anzunehmen, würde einen etwaigen Anspruch auf Lohnersatzleistungen zunächst befristet, im Wiederholungsfall endgültig erlöschen lassen. In einer ähnlichen Situation befinden sich NEETs, die sich zwar arbeitslos melden, sich aber vorbehalten, bestimmte Arbeitsangebote trotz der drohenden Sanktionen abzulehnen.
Solche NEETs gehen in der Regel davon aus, dass sie ein Recht darauf hätten, keine Arbeit annehmen zu müssen, die sie für „unzumutbar“ halten.

### Risikofaktoren
Für junge Angehörige der folgenden Gruppen hat Eurofound ein erhöhtes Risiko festgestellt, einen NEET-Status zu erwerben:
- Gesundheitliche Einschränkungen erhöhen das NEET-Risiko um 40 % im Vergleich zu Jugendlichen ohne gesundheitliche Einschränkungen.
- Ein Migrationshintergrund erhöht das NEET-Risiko um 70 %.
- Ein geringer Bildungsgrad erhöht das NEET-Risiko für Jugendliche um das Zweifache im Vergleich zu Jugendlichen, die eine Berufs- oder Schulausbildung abgeschlossen haben.
- Jugendliche, die in fernab gelegenen Gebieten wohnen, haben ein 1,5-fach höheres NEET-Risiko als Jugendliche, die in mittleren Städten wohnen.
- Jugendliche, die in Haushalten mit geringem Einkommen leben, haben ein erhöhtes Risiko.
- Jugendliche, deren Eltern arbeitslos waren, haben ein um 17 Prozent erhöhtes Risiko im Vergleich zu Jugendlichen mit Eltern ohne Arbeitslosigkeitserfahrungen.
- Jugendliche, deren Eltern eine geringe Bildung aufweisen, haben ein 1,5-fach erhöhtes Risiko gegenüber Jugendlichen, deren Eltern eine Berufsausbildung abgeschlossen haben. Im Vergleich zu Jugendlichen mit Eltern mit einer akademischen Ausbildung ist das Risiko um das Zweifache erhöht.
- Jugendliche mit geschiedenen Eltern haben ein um 30 % erhöhtes NEET-Risiko.[15]

## Andere Erscheinungsformen der Ablehnung fester Arbeitsverhältnisse
Freeter sind ebenfalls in Altersgruppe der „Jugendlichen“ im Sinn der ILO-Definition anzusiedeln; sie vermeiden feste Arbeitsverhältnisse und gehen ständig wechselnden Gelegenheitsjobs nach.
Im Japanischen spricht man von Hikikomori als jungen Erwachsenen, die sich von der Gesellschaft abkapseln und sich von ihren Eltern finanzieren und versorgen lassen, auch der Begriff Parasitärer Single wird genannt.
Wenn es sich um ein Wohlstandsphänomen handelt, bezeichnet man solche Personen (auch mit positiver Konnotation) als Privatier. Weniger Wohlwollende sprechen von „Beruf: Sohn/Tochter“.

## Einzelne Staaten

### Vereinigtes Königreich
Mit einer Gesetzesänderung im Jahr 1988 wurden Jugendliche im engeren Wortsinn in Großbritannien weitgehend vom Bezug von Arbeitslosengeld ausgeschlossen. Die Pflichtschulzeit endete in Großbritannien mit dem 16. Geburtstag; die Arbeitsverwaltung war für junge Menschen erst ab dem 18. Lebensjahr zuständig. Die Altersgruppe der 16- und 17-Jährigen wurde ab 1988 unzureichend abgesichert und betreut. Erst 2015 wurde in England eine Unterrichtspflicht bis zum 18. Lebensjahr eingeführt. Further Education Colleges für diejenigen, die keine akademische Bildung anstreben, wurden eingerichtet.
Die Bertelsmann Stiftung erklärt das traditionelle Desinteresse von Engländern für Fragen der beruflichen Bildung und ihre geringe Wertschätzung mit der Aufteilung des Landes in soziale Klassen als Teil der politischen Kultur des Landes.
Das NEET-Konzept ist im Kontext der sozialen Exklusion Jugendlicher im engeren Wortsinn entstanden. Erst mit der Einführung des Connexions Service wurde für die 16- und 17-Jährigen eine Instanz eingerichtet, die für berufliche Orientierung zuständig war und so Hilfestellung leisten sollte beim (vorzeitigen) Übergang von der Schule in das Erwerbsleben. An dem NEET-Begriff anknüpfende Maßnahmen wurden für ihre konzeptionelle Engführung auf „problematische Übergänge“ der Altersgruppe von 16 und 17 Jahren früh kritisiert. Das NEET-Risiko werde so nicht angemessen erfasst. Insbesondere die längerfristigen Effekte von Erwerbslosigkeit blieben so weitgehend ausgeblendet.
NEET entwickelte sich in Großbritannien zu einem breiter angelegten empirischen Konzept und zu einer statistischen Kenngröße. Diese fand letztlich Eingang in die Jugendpolitik der EU.

### Deutschland

Prozentualer NEET-Anteil bei 15- bis 24-Jährigen in den NUTS-2 Regionen Deutschlands 2017

In Deutschland gab es 2022 laut europäischer Statistikbehörde 564.000 Personen im Alter zwischen 15 und 24 Jahren, die gar nichts tun. Unter Minderjährigen gibt es nur wenige NEETs. Denn jungen Leuten wurde und wird es in Deutschland, so lange sie ihre zwölfjährige Schul- und Berufsschulpflicht nicht erfüllt haben, nicht erlaubt, vollzeit einem Job als Ungelernte nachzugehen. Minderjährige in Deutschland müssen, wenn sie nicht bereits mit fünf Jahren eingeschult worden und 17 Jahre alt sind, entweder eine allgemeine Vollzeitschule weiterbesuchen, eine Ausbildungsstelle antreten oder an einer Maßnahme im Übergangssystem teilnehmen. Sie werden nicht als arbeitslos, sondern allenfalls als einen Ausbildungsplatz suchend registriert. Sobald junge Erwachsene auf den allgemeinen Arbeitsmarkt vermittelt werden können, wird die Ablehnung des Angebots einer „zumutbaren“ Arbeitsstelle durch die Reduzierung, schließlich den Entzug von Lohnersatzleistungen geahndet. Auch diese Maßnahme führt zu einer Reduzierung der Zahl von NEETs in Deutschland.
Die Wortschöpfung Ein-Euro-Job zeigt, welches Kalkül Politiker (nicht nur jungen) Arbeitslosen und Inaktiven unterstellten. Einen Euro pro Stunde mehr als für eine Lohnersatzleistung auf Hartz-IV-Niveau erhielte in Deutschland (nach der Rechnungsweise der Begriffsschöpfer) derjenige, dem es nicht gelingt, seinen Anspruch auf Fortzahlung der zuvor erhaltenen Lohnersatzleistung erfolgreich geltend zu machen. Tatsächlich würde derjenige, der als junge gesunde Person ohne Betreuungsverpflichtungen den angebotenen Job ablehnen würde, mit den o. g. Sanktionen konfrontiert. Die Alternative besteht für ihn realiter darin, 0 € oder das angebotene Arbeitsentgelt zu erhalten. Abgesehen davon verschleiert der Begriff Ein-Euro-Job, dass die Arbeitskosten für den Arbeitgeber und den Staat deutlich mehr als 1 € pro Arbeitsstunde betragen.
Auf legale Weise kann ein junger Erwachsener in Deutschland dem situativen Zwang, kurzfristig eine schlecht bezahlte Arbeit annehmen zu müssen, nur entgehen, wenn er nicht auf staatliche Lohnersatzleistungen angewiesen ist (z. B. weil seine Eltern ihn auch als Erwachsenen finanziell unterstützen wollen und können). Die Alternative hierzu besteht (abgesehen von illegalen Methoden der Sicherung des eigenen Unterhalts) darin, doch in Form einer Ausbildung ins eigene Humankapital zu investieren. Zwischen Juli 2022 und Dezember 2022 wurde die Sanktionspolitik im Hartz IV System so reformiert, dass die Ablehnung von Angeboten zur Arbeitsaufnahme oder von Maßnahmen, die durch die Arbeitsverwaltung zertifiziert sind, nicht mehr sanktioniert werden durfte. Dies diente als Zwischenlösung bis zur Einführung des Bürgergeldes. Es blieb der Arbeitsverwaltung nur noch die Möglichkeit, nach mehrmaligem Fehlverhalten des Hilfezahlungen Beantragenden den Unterstützungsbetrag um 10 % zu kürzen. Diese Veränderung der Sanktionspolitik erlaubte in diesem Zeitraum jungen Menschen, dem situativen Zwang zu entkommen, schlecht bezahlte Arbeit annehmen zu müssen. Ab Januar 2023 wurde der Vermittlungsvorrang in Arbeit abgeschafft. Somit soll verhindert werden, dass junge Menschen immer wieder in prekäre Arbeitsverhältnisse gedrängt werden, anstatt eine nachhaltige Weiterbildung vermittelt zu bekommen.
Dass das Konzept „Fordern und Fördern“ auch in den 2010er Jahren noch galt, bestätigte Peter Masuch, Präsident des Bundessozialgerichts, auf dem Werkstättentag 2016 in Chemnitz: „Während […] der Mensch ohne Behinderung sich wegen des Nachrangs der Sozialhilfe selber helfen kann und muss, bedarf der Mensch mit Behinderung der Unterstützung durch Mitmenschen und Gesellschaft.“ Hintergrund seiner Aussage ist das von Art. 27 der UN-Behindertenrechtskonvention garantierte Recht von Menschen mit Behinderung auf Teilhabe am Arbeitsleben. Masuch möchte offenbar den Kreis der Personen, die sich rechtwirksam auf die Konvention berufen können, in Grenzen zu halten, indem er gegenüber „bloß benachteiligten“ bzw. „beeinträchtigten“, aber nicht von einer hinreichend gravierenden Behinderung betroffenen Menschen die Übernahme von Eigenverantwortung fordert.

### Österreich
Österreich gilt in Bezug auf Jugendarbeitslosigkeit in Europa als vorbildlich, selbst nach der Wirtschaft und Finanzkrise seit 2007 liegt die Arbeitslosenquote unter 4 % (2011: 4,2 % bzw. 6,7 % österreichischer Berechnung). Eine jüngste Erhebung des Instituts für Soziologie der Universität Linz in Zusammenarbeit mit der Arbeiterkammer Oberösterreich ermittelt aber für Österreich etwa 75.000 NEET-Jugendliche im Alter zwischen 16 und 24 Jahren, das sind 8,2 % der Altersgruppe. Bei dieser Studie wurden erstmals detailliert Zahlen zu diesem bisher wenig berücksichtigten Faktor erhoben.
Dabei sind die NEET-Zahlen niedrig in Tirol, Oberösterreich und Salzburg (um 7,5 % gesamt), hoch in Vorarlberg (9,2 %) und in Wien (11,1 %).
Unter dieser Gruppe werden zwei spezielle Risikogruppen ausgemacht:
- Frauen, mit durchschnittlich knapp 9 % – unter den Männern sind es 7,5 %. Ein möglicher Grund liegt laut Studie darin, „dass männliche Jugendliche leichteren Zugang zu Lehrstellen finden bzw. auch öfters Hilfstätigkeiten in jungen Jahren annehmen und somit aus diesem Indikator herausfallen“[31].
- Jugendliche der ersten Migranten-Generation gehören zu 18,8 % (also fast ein Fünftel dieser Gruppe), bei in Österreich geborenen zu 11,7 % – Jugendliche ohne Migrationshintergrund: 6,5 %, das Ausgrenzungsrisiko der ersten Generation ist fast drei Mal so hoch.

Ein insgesamt signifikant höheres Risiko trifft also Migrantinnen: ein Viertel (knapp 24 %) der 16- bis 24-jährigen Frauen der ersten Generation sind vom NEET-Phänomen betroffen (Männer: 13,5 %). Daher wird Ergebnis der Studie in Österreich primär als „ein Integrationsthema“ gesehen.
Inwieweit es sich aber um Langzeitaussteiger – also entweder echte Bildungsabbrecher oder Wiedereinsteiger in die Erwachsenenbildung – handelt, oder nur kurzzeitiges Drop-out aus dem Bildungsweg (im Sinne eines Sabbaticals), wurde nicht näher ermittelt: Die Quote der Österreicher ohne Bildungsabschluss (auch beruflich, das heißt nur mit Pflichtschulabschluss), also der formal gering Qualifizierten (Bildungsabschluss ISCED 2/3C), liegt in Österreich bei 20 %. Darunter fallen aber auch rein innerbetrieblich Weitergebildete oder hochqualifizierte Selbständige, die sich ihr Berufsbild eigenständig erarbeitet haben.
In einer neueren umfassenden Studie des ISW-Linz (ISW), des Instituts für Soziologie der JKU (Universität Linz) und des Instituts für Berufs- und Erwachsenenbildungsforschung (IBE) wurden nach einer internationalen Literatursichtung die Ursachen quantitativ und qualitativ untersucht. Gemeinsam mit Praktikern und Praktikerinnen wurden Maßnahmen entwickelt. Für den Gedankenaustausch wurde eine Homepage eingerichtet.

### Japan
NEETs werden in Japan grob in zwei Gruppen unterteilt:
- Der eine Teil der Personen gilt nicht als jobsuchend, gibt aber an, prinzipiell an der Aufnahme einer Erwerbsarbeit interessiert zu sein.
- Der andere Teil bekennt, langfristig keinerlei Beschäftigung anzustreben.[33]

Nach dieser Definition gelten diejenigen, die sich als Jobsuchende haben registrieren lassen (und in die Arbeitslosenstatistik eingehen), abweichend von der Praxis in Europa, nicht als NEETs.

#### Typen japanischer NEETs
Reiko Kosugi, stellvertretende Leiterin des Japan Institute for Labor Policy and Training, unterscheidet vier unterschiedliche Typen von NEETs, nämlich
- den antisozialen und hedonistischen Typ, der es schlicht bequemer findet, nicht zu arbeiten,
- den zurückgezogenen Typ, der nicht in der Lage ist, Beziehungen zur Gesellschaft zu gestalten, und sich daher abkapselt,
- den paralysierten Typ, der durch zu viel Nachdenken zur Passivität gezwungen ist und daher nicht in der Lage ist, sich eine Arbeit zu suchen, sowie
- den entzauberten Typ, der bereits Arbeitserfahrung hat und aufgrund dieser Erfahrungen keine Arbeitserfahrungen zu machen wünscht.

#### Entwicklung der NEET-Zahlen in Japan
Nach einem Anstieg der NEET-Zahlen in Japan um die Jahrtausendwende umfasst die Gruppe der NEETs, hier eingegrenzt auf junge Menschen im Alter von 15 bis 34 Jahren, seitdem relativ stabil rund 640.000 Menschen (Statistik aus dem Jahr 2008), also rund 0,5 % der japanischen Bevölkerung. Die japanische Regierung bewertet dies als gesellschaftlich und ökonomisch hoch problematisch und investiert daher seit 2003 in verschiedene, teilweise präventive Fördermaßnahmen, um die Zahl der NEETs zu verringern.

#### Ursachen der Verweigerungshaltung junger Menschen in Japan
Als Ursachen für eine ausgeprägte Verweigerungshaltung junger Menschen werden in Japan angeführt:
- Ursachen auf der Makro-Ebene: Als eine Ursache für das Entstehen der NEETs wird ein Wertewandel in der japanischen Gesellschaft betrachtet: Die heutigen jungen Erwachsenen sind im Gegensatz zu früheren Generationen nicht mehr bereit, jede ihnen zugewiesene Arbeit widerspruchslos anzunehmen und auszuführen, sondern sie entscheiden selbst, ob eine Arbeit ihren persönlichen Vorstellungen und Ansprüchen entspricht.[38] Dieser Personenkreis ist also nicht unwillig, irgendeine Form von Arbeit aufzunehmen. Aber auch das inflexible Beschäftigungssystem und die in der japanischen Bevölkerung tief verwurzelte Scheu, Probleme nach außen zu tragen und Hilfe zu suchen, fördern das Entstehen von NEETs, die immer wieder durch die Zurückweisung von Arbeitsgelegenheiten auffallen.
- Ursachen auf der Mikro-Ebene und Meso-Ebene: Davon abgesehen wird die individuelle Entscheidung einer Person, sich zu einem NEET (d. h. einem Menschen, der nicht bereit ist, jede angebotene Arbeit anzunehmen)  zu entwickeln, begünstigt von verschiedenen Faktoren[39] wie
  - Persönlichkeitsmerkmale, insbesondere Reizbarkeit, Überempfindlichkeit, Unfähigkeit sich an neue Situationen anzupassen und Schüchternheit, wobei diese Eigenschaften insbesondere bei unbehandeltem AD(H)S hervorgerufen werden,
  - familiäre Gründe wie die Unfähigkeit der Eltern, ihr Kind angemessen zu unterstützen, oder Scheidung/Verlust eines Elternteils,
  - schulbezogene Gründe, beispielsweise Mobbing, Überforderung und Druck in Bezug auf Schulleistungen, keine Unterstützung bei Schwierigkeiten in der Schule, oder
  - arbeitsbezogene Gründe, insbesondere Unzufriedenheit mit dem gewählten Beruf und der Behandlung durch Vorgesetzte, lange Arbeitszeiten und Stellenabbau im Unternehmen.

#### Freeters und NEETs in der japanischen Literatur
In der japanischen Prekariatsliteratur wird neben Freetern (siehe Freeter-Literatur) und Hikikomori zunehmend auch die Thematik der NEETs aufgegriffen. Beispiele aus der Light-Novel-/Manga-Literatur bzw. dem Anime sind Higashi no Eden, NHK ni Yōkoso!, No Game No Life oder Kami-sama no Memo-chō.